# Трудовая миграция с Украины

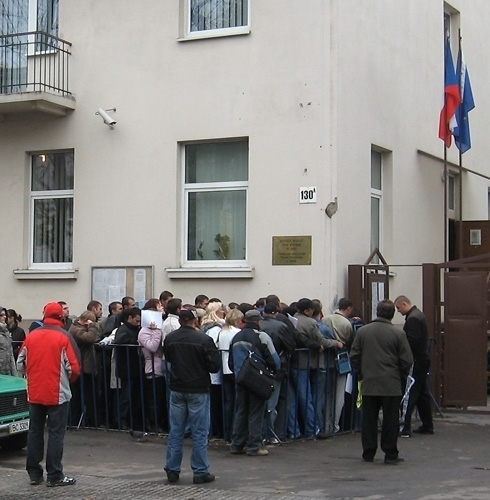
Граждане Украины в очереди в консульство Чешской Республики во Львове.

Трудова́я мигра́ция с Украи́ны — трудовая миграция граждан Украины в другие страны.
На Украине появился термин для обозначения подобных мигрантов — укр. «заробітча́ни» (в русскоязычных СМИ — «заробитча́не», букв. «заработчики»), под которыми понимают многочисленных украиноязычных и русскоязычных экономических мигрантов с Украины, работающих в Российской Федерации, на Западе и в столице Украины — Киеве в 1990—2000-х годах. Используется в украиноязычных и русскоязычных СМИ (в основном на Украине). Общее число трудовых мигрантов с Украины оценивается в 4,5 миллиона человек. Значителен их вклад в экономику Украины. В частности, только украинские трудовые мигранты, работающие в странах ЕС, за 2007 год переслали на Украину 27 млрд евро, что составило 8 % от ВВП Украины.

## Предпосылки и общая характеристика
Высокий естественный прирост как следствие прогресса советской медицины и постепенное высвобождение рабочей силы в сельском хозяйстве привело к тому, что румынское население Закарпатской области раньше других групп в постсоветское время занялось «Заробитчанством» (трудовой миграцией).
Ряд регионов Украины, особенно более аграрная Западная Украина, служили источником рабочей силы ещё в советское время. После распада СССР экономика Украины, и особенно промышленность независимой Украины оказались вовлечены в процесс интенсивной деиндустриализации, которая, в отличие от западных стран, не имела постиндустриального характера. В середине 1990-х, несмотря на демографический кризис, безработица, особенно скрытая, оставалась высокой, что повлекло за собой рекордную волну трудовой или экономической эмиграции за рубеж (в первую очередь в Россию, также в страны Запада), в меньшей степени — в Киев, Одессу и другие крупные города Украины. Прежде всего трудовыми мигрантами становились выходцы из регионов (особенно с Западной Украины), преимущественно маленьких городков и сёл. Наименее активны (заметно ниже общеукраинского уровня) во внешних трудовых миграциях жители центральных и восточных областей (Днепропетровская, Донецкая, Житомирская, Запорожская, Киевская, Кировоградская, Полтавская, Сумская, Харьковская, Черниговская области и Киевский горсовет).
Большинство мигрантов с Украины проникают в Россию и на Запад нелегально, а потому часто становятся жертвами чёрного рынка: торговли людьми, наркоторговли, секс-туризма и т. п. По данным Украинского центра социальных исследований, основные сферы занятости граждан Украины за рубежом — строительство, сельское хозяйство, домашнее хозяйство.
По данным заместителя министра социальной политики Л. Дроздовой в 2013 году средний заработок трудового мигранта в месяц составлял 930 долларов США, тогда как на Украине — 380.

### Правовое положение
Около трёх четвертей трудовых мигрантов с Украины работает за границей нелегально, что приводит к нарушению их прав, несоответствию нормативам, установленным как на родине, так и в стране пребывания. Обычной ситуацией является ненормированный рабочий день, несоблюдение техники безопасности, выполнение опасных для здоровья работ, связанных с риском для жизни и здоровья, несвоевременная и неполная выплата заработной платы. Мигрантам угрожает опасность оказаться в унизительных условиях существования или стать жертвами торговли людьми. Медицинская помощь нелегальным мигрантам как правило предоставляется нелегально, то есть о нормальном лечении речь не идет. Возвращающиеся мигранты сталкиваются с проблемой адаптации к украинскому обществу, изменившемуся за период их отсутствия.
В целом трудовые мигранты с Украины, как правило, сознательно соглашаются работать в напряжённом ритме с целью заработать как можно больше средств. У трудовых мигрантов снижаются затраты времени на поддержание социальных и семейных связей. Ради минимизации затрат мигранты соглашаются на проживание в некомфортных условиях, некоторые привозят продукты с Украины.

### Специфика мужской и женской трудовой миграции
Наблюдаются отличия в направлениях внешних трудовых миграций мужчин и женщин. Преимущественно женский характер имеет трудовая миграция в Италию, Турцию, Японию, Грецию, преимущественно мужская миграция с Украины происходит в Россию, Португалию и Чехию.
Мужчины занимаются преимущественно строительными работами; в России наблюдается повышенная доля занятых на транспорте и в связи, в Польше — в сельском хозяйстве. Много украинских моряков работают на иностранных судах. Среди женщин, работающих в России, крупнейшими являются контингенты занятых в торговле и сфере обслуживания, в Чехии — в общественном питании и в промышленности (лёгкой и пищевой), в Польше — в сельском хозяйстве и в качестве домашней прислуги, в Италии — также домашняя прислуга. Особенно активно идёт отток украинских женщин из западных областей страны, что даже приводит к нехватке рабочей силы. Нередки случаи отъезда женщин с целью трудоустройства в сфере коммерческого оборота сексуальных услуг.
Массовый отъезд женщин на заработки существенно обостряет некоторые социальные проблемы украинского общества. Эксперты отмечают, что с началом миграционного оттока резко встала проблема социального сиротства детей мигрантов, возросло количество самоубийств среди молодёжи, а распространённость наркомании и алкоголизма среди несовершеннолетних увеличилось с 0,25 до 0,9 %. Среди девушек 15—17 лет был зафиксирован рост заболеваемости мочеполовой системы и возрастание числа нарушений менструального цикла с 20 до 40 %. Причиной такой безрадостной динамики считают отсутствие должного контроля и заботы за подрастающим поколением в семьях заробитчан. Временный отъезд родителей из дома нередко приводит к тому, что подростки становятся объектом манипуляций со стороны преступных элементов, которые выманивают у детей деньги, втягивают их в азартные игры, воровство, попрошайничество и т. п.

### Возрастные и профессиональные характеристики
По состоянию на 2007 год трудовые мигранты с Украины представлены почти исключительно лицами в возрасте 20—49 лет, а максимальный уровень участия в трудовых миграциях наблюдается в возрасте 25—29 лет. Чаще трудовыми мигрантами становятся лица с профессионально-техническим и полным средним образованием. Малообразованные люди из-за низкой квалификации имеют слабые возможности трудоустройства за границей, а высокообразованные слои меньше заинтересованы в этом из-за лучших возможностей трудоустройства на Украине. Почти три четверти лиц, имеющих опыт трудовых миграций, ориентированы на повторение поездки. В целом мигранты преимущественно занимаются работами, мало способствующими повышению их квалификации, обретению навыков, необходимых для будущей продуктивной деятельности на Украине.

### Интеллектуальная миграция
В общей структуре миграции интеллектуальная миграция занимает сравнительно небольшую долю. По данным Госкомстата Украины в 2007 году 6 499 научных работников (со степенью доктора или кандидата наук) выезжали зарубеж для проведения исследований, 570 человек — для преподавательской деятельности; для сравнения, в том же году 3 914 научных работников выезжали на стажировку, обучение или для повышения квалификации.
В большинстве случаев в другие страны для научных исследований отправляются представители точных наук, так, по данным Госкомстата в 2007 г. 49,3 % подобных поездок осуществили исследователи в области технических наук, 23,1 % — специалисты по обработке металлов, производству машин и оборудования, 16,3 % — физики и математики, 2,4 % — гуманитарии.
Наибольшим спросом в зарубежных вузах пользуется преподавательская деятельность учёных так же технической области. В 2007 г. 27 % выездов научных сотрудников с Украины за границу составили представители технических наук, 14,6 % — педагогических наук, 12 % — сельскохозяйственных, 9,3 % — физико-математических и 8,9 % — общетехнических наук.
К преподаванию в учебных заведениях других стран чаще всего привлекаются научные работники из Киева (22,5 %), Львова (14,9 %) и Харькова (13 %).

## Вклад в экономику Украины
Римессы (денежные переводы) мигрантов с Украины составляют значительную (часто скрытую) долю ВВП Украины.
- По оценке 2007 года, проведённой специалистами Института демографии и социальных исследований НАН Украины, трудовые мигранты зарабатывали 4,7 — 7,5 млрд долларов в год, и на Украину предположительно поступает около половины этих средств, то есть 2,5 — 3,5 млрд долларов[10].
- По оценке главы представительства Международной организации по миграции на Украине в 2007 году заробитчане переслали на Украину 27 млрд. евро из стран Европейского Союза (без учёта России, США и других стран.), что составило 8 % от украинского ВВП[11].
- По данным анализа исследований и опросов мигрантов Международной организацией по миграции, проведённом в 2007 году общий доход мигрантов с Украины составлял около 35,3 млрд долларов в год, или, в расчёте на одного мигранта, 7 157 долл[10].

Вклад гастарбайтеров в экономику Украины составил около 25 % ВВП в 2007 году (по оценке Международной организации по миграции). Для сравнения в Молдове — 46 % , Таджикистане — 23 %, в России — около 0,5 %. По другим данным в 2008 году заробитчане перевели на Украину 2,9 млрд долларов, причём 48 % всех переводов было из России, 9 % — из США, 6,5 % — из Италии, 6 % — из Испании, 3,5 % — из Великобритании.
Отток трудовых ресурсов угрожает не только демографической ситуации, но и многим отраслям украинской экономики. По данным Нацбанка, трудовая миграция препятствует росту темпов производства больше всего в строительстве, промышленности, сельском хозяйстве, транспорте и связи.

## Численность и географическое распределение
Согласно данным выборочного обследование по вопросам трудовых миграций, проведённого Госкомстатом Украины в середине 2008 года, на протяжении 2005 — первой половины 2008 годов за границей работали 1,5 млн жителей Украины, из которых почти 1,3 млн находились за пределами Украины с целью трудовой деятельности на протяжении 2007 — первой половины 2008 годов. При этом по данным обследования уровень участия сельского населения трудоспособного возраста в трудовых миграциях составлял 6,9 %; согласно оценкам глав сельсоветов в сельской местности в 2008 году насчитывалось 540 тысяч трудовых мигрантов, что составляло 6,4 % сельского населения трудоспособного возраста. Более высокая интенсивность трудовых миграций сельского населения, фиксируемая в целом по Украине, обеспечивалась за счёт Западной Украины (Галиции, Волыни, Закарпатья и Буковины).
Второе масштабное исследование, проведённое Госстатом и Институтом демографии Национальной академии наук Украины (НАНУ), показало, что с января 2010 года по середину июня 2012 года за границей с целью заработка находилось 1,2 млн граждан (3,4 % населения в возрасте 15 — 70 лет). Исследование показало, что среди трудовых мигрантов 775 тыс. мужчин и 406 тыс. женщин. Наиболее велика доля мигрантов среди всего взрослого населения была на западе Украины — 10,8 %, в остальных четырёх регионах их доля составляет 1 — 1,9 %. Чаще всего работу за границей ищут жители сельской местности.
Вместе с тем в исследованиях и прессе встречаются гораздо большие оценки, как правило, 3 до 5 млн человек (и даже 7 млн.). Так, по данным Международной организации миграции за рубежом в 2008 году работали около 3 миллиона украинских граждан; при этом около 1 миллиона украинцев работают в России, около 2 миллионов — в Польше, Чехии, Италии, Португалии, Венгрии, Греции, Словакии и Беларуси. По информации Украинского центра социальных исследований, по состоянию на декабрь 2008 года, за рубежом трудились около 4,5 млн украинских граждан; из них более 2 млн — в России, около 1,7 млн — в странах ЕС, прежде всего в таких как Италия, Португалия, Польша, Чехия, Великобритания.
Основная причина такого расхождения в оценках обусловлена нежеланием выезжающих регистрироваться в соответствующих органах власти. Лишь около 5 % будущих трудовых мигрантов регистрируются в соответствующих учреждениях.
Традиционно основной поток трудовых мигрантов с Украины направляется в Россию, хотя список направлений значительно расширился и постоянно меняется в зависимости экономической ситуации в той или иной стране. По данным Института народоведения НАНУ и Госстата Украины трудовая миграция в 2010—2012 годах распределялась следующим образом:
- Россия — 496,1 тыс.
- Польша — 167,8 тыс.
- Италия — 153,3 тыс.
- Чехия — 150,5 тыс.
- Испания — 52,6 тыс.
- Венгрия — 23 тыс.
- Португалия — 21,7 тыс.
- Беларусь — 21,5 тыс.
- другие страны — около 46,6 тыс.[14]

По состоянию на 2011 год граждане Украины занимали первое место среди легальных мигрантов в страны Европейского Союза — более 200 тысяч получили разрешение на пребывание в ЕС.

### Россия
По данным Украинского центра социальных исследований на декабрь 2008 года в России работало более 2 млн трудовых мигрантов с Украины.
По данным Федеральной службы государственной статистики России (Госкомстат) за апрель 2008 года, в стране официально работали 169 тысячи граждан Украины, причём их количество значительно возросло за последние три года (на первом месте — жители Узбекистана, на третьем месте — Таджикистан, который быстро догоняет Киргизия).
Уровень образования работников, которые приезжают в Россию с Украины, значительно превышает среднестатистические показатели занятых в соответствующих отраслях: половина мигрантов имеют специальное образование; больше половины работающих в России строителей с Украины имеют профессиональное образование, что значительно выше этого показателя для занятых в строительстве в России.
Дополнительным фактором, который повышает привлекательность рабочей силы с Украины — это возможность выбора дисциплинированных работников и своевременно освободиться от нежелательных работников. Режим труда, бытовые условия временных работников можно определить как тяжёлые. Основа трудовых мигрантов в Россию — это мужчины молодого и среднего возраста, преимущественно из восточных областей Украины (особенно Луганской, Донецкой и Харьковской).
Основные направления трудовой миграции в Россию — это Москва и Санкт-Петербург.
По данным ФМС России, в Москве в 2006 году мигранты с Украины составляли 20 % от числа всех иностранных трудовых мигрантов, в 2007 году — 26 %.
В 2013 году руководитель Федеральной миграционной службы К. Ромодановский заявлял о том, что Россия может выслать на родину и запретить на три года въезд на свою территорию 700 тыс. украинских граждан. По его словам на тот момент «на российской территории находится около полутора миллионов граждан Украины. Из них только 111 тыс. законно работают, 350 тыс. приехали к родственникам, учиться, лечиться. Получается, что более миллиона граждан Украины работают без соответствующего оформления документов». Поскольку проблема нелегального трудоустройства украинских граждан в России существовала и раньше, её обострение было связано с нежеланием украинских властей полноценно участвовать в работе Таможенного союза и других формах евроазиатской интеграции.

### ЕС
Общее количество трудовых мигрантов с Украины в странах ЕС оценивается (на начало 2020-х) в 3 млн человек, однако сегодня это уже, вероятно, консервативная оценка (только в Италии и Польше суммарно до 2,5 млн).
Украинцы стабильно занимают первые места среди получателей вида на жительство (ВНЖ) в Польше, Словакии, Венгрии, Чехии, Эстонии, Литве. В целом же украинцы на конец 2019 года сумели стать третьей по численности группой среди неграждан ЕС, имеющих ВНЖ (1,3 млн человек), опережают украинцев только марокканцы и турки
В 2019 году ВНЖ в странах ЕС получили 757 тыс. украинцев, 87 % из них в качестве причины подачи документов указали намерение работать;
украинцы удерживают первое место по числу полученных ВНЖ за 2016—2019 годы (более поздних данных еще нет).

#### Италия
Лидером выезда на работу в Италию является Западная Украина: около 40 % из них выехали со Львовщины, примерно по 10 % с Тернопольщины, Ивано-Франковщины и Черновицкой области. В 2009 году было официально зарегистрировано 174 тысяч выходцев с Украины, из них 80 % — женщины.
Срок пребывания мигрантов в Италии в среднем достигает 5—6 лет. Гастарбайтеры выполняют преимущественно низкооплачиваемую работу, которая не требует высокой квалификации: большинство ухаживают за больными и стариками, часть работает домохозяйками, ухаживает за детьми, незначительное количество занято в промышленности и сельском хозяйстве. Большинство мигрантов работают нелегально, оставаясь практически бесправными и незащищенными.

#### Польша
Польша открыла въезд для украинских рабочих в 2006 году, когда в сельском хозяйстве страны стало не хватать рабочей силы на сезонных работах. Именно по предложению Министерства сельской жизни была принята соответствующая поправка к закону. Поначалу разрешение на работу получали 100 000—200 000 человек в год, но с началом конфликта на востоке Украины это число резко выросло. Количество ходатайств о выдаче визы каждый год увеличивалось на 200 тыс. единиц. Консульские работники не успевали проверять правильность предоставленной информации. 90 % получивших рабочее приглашение украинцев не были поставлены на учёт в государственной Больничной кассе.
Число выданных иностранным гражданам долгосрочных виз, дающих право на работу в Польше, по состоянию на август 2019 года:
| Государство | Число виз |
| ----------- | --------- |
| Украина     | 596 498   |
| Беларусь    | 38 159    |
| Молдова     | 4 938     |
| Грузия      | 4 817     |
| Россия      | 4 102     |

В 2018 году Госконтроль Польши опубликовал отчет, согласно которому 72 % получивших польскую рабочую визу (виза типа D) не попали на работу на предприятия, выдавшие приглашения. Согласно отчёту, приглашениями незаконно торговали; при получении визы представляли ложные данные; у многих предприятий, которые выдали приглашения украинцам, вообще не было никакой коммерческой деятельности. В 2019 году число выданных польских рабочих виз должно было достичь отметки в 900 000 виз в год. По оценке профессора экономического факультета Варшавского университета Павела Кажмарчука, примерно каждый пятый украинец работает в Польше незаконно.

#### Эстония
С 2016 по 2018 год число иностранных работников в Эстонии увеличилось в 10 раз. Если в 2016 году было выдано около 2000 годовых разрешений на работу, то в 2018 году их уже было 20000.
Временно пребывающие в Эстонии иностранцы могут легально трудиться в стране, используя один из трёх вариантов:

— регистрация краткосрочной работы по приглашению работодателя;

— срочный вид на жительство для работы на срок до 5 лет по приглашению работодателя (с возможностью продления на срок до 10 лет);

— иной вид на жительство (например, синяя карта ЕС), который даёт право на работу в Эстонии.
По данным Департамента статистики, в 2019 году в Эстонии были зарегистрированы рекордные 32262 разрешения на кратковременную работу, из которых 24340 разрешений, то есть 75 %, были выданы гражданам Украины. Учитывая, что, по данным Департамента статистики, в Эстонии численность занятых в экономике — около 677 300 человек, краткосрочные работники составляют уже 5 % от их числа.
Работающие в Эстонии выходцы с Украины (не являющиеся гражданами ЕС) подпадают под Закон об иностранцах, согласно которому краткосрочную работу можно зарегистрировать на 365 дней в течение 455-дневного периода. Это означает, что, отработав в Эстонии год, нужно выехать из страны на 3 месяца. На более длительный период можно зарегистрироваться в случае работы учителем, преподавателем, научным сотрудником, специалистом высшего звена или работником стартапа.
Прибывающие на краткосрочную работу в Эстонию должны встать на учёт в соответствующих регистрах Департамента полиции и погранохраны и Налогового департамента. Когда налоговики сравнили свои цифры с данными полиции, выяснилось, что с октября 2018 по сентябрь 2019 года эстонское государство потеряло на налогах не меньше 16,5 миллиона евро, то есть двое из трёх иностранных работников уклонялись от уплаты налогов.
В 2019 году установленная эстонским законодательством величина минимальной зарплаты иностранного работника равнялась средней по стране зарплате — 1310 евро в месяц.
В 2019 году Трудовая инспекция Эстонии впервые стала отдельно учитывать жалобы, поступающие от иностранцев, и за 11 месяцев по поводу иностранной рабочей силы поступили 157 жалоб. Это равнялось 6 % от всех заявлений на общую сумму более полумиллиона евро. Чаще всего иностранцы обращаются в Трудовую инспекцию с жалобами на отказ выплатить зарплату со ссылкой на «брак» в работе. Были также случаи, когда иностранному работнику выплачивали требующиеся 1310 евро, но затем он должен был сразу вернуть начальству половину полученных денег «за еду и жильё».
Журналисты эстонской газеты Postimees в конце 2019 года насчитали 1019 объявлений с предложениями о работе, в которых одновременно искали украинских работников в Эстонию. В большинстве из объявлений обещали по 250, а в некоторых — даже по 300 рабочих часов в месяц, что превышает установленный законодательством Эстонии максимум рабочих часов почти в 2 раза. Для государства это означает потерю налогов, а для работника — риск собственным здоровьем.
Есть вполне законный способ, которым пользуются эстонские фирмы: принимают на работу по польской рабочей визе. Это означает, что работник якобы официально работает в польской фирме, которая отправила его в командировку в Эстонию. В этом случае ему можно платить минимальную зарплату в 584 евро (на 2020 год) плюс свободные от налогов суточные деньги, и на каждом таком работнике эстонское государство теряет более 600 евро ежемесячно.

## Внутренняя миграция
Киев
Одним из направлений трудовой миграции граждан Украины является внутренняя миграция, особенно, в столицу страны. Во время экономического кризиса 2008—2009 годов, наиболее многочисленными в Киеве стали заробитчане из близлежащих областей, а также областей, наиболее пострадавших от кризиса.
В первой половине 2009 года
из Черниговской области в Киев приехало 1,8 тыс. человек,
из Харьковской — 1,7 тыс.,
из Житомирской — 1,6 тыс. заробитчан. В отличие от столичных жителей, приезжие стали соглашаться на любую работу за зарплату в 3 тыс. гривен и койкоместо в общежитии или на проживание в вагончиках на стройплощадках.